# Thelypteris levyi
Thelypteris levyi är en kärrbräkenväxtart som först beskrevs av Fourn., och fick sitt nu gällande namn av Conrad Vernon Morton. Thelypteris levyi ingår i släktet Thelypteris och familjen Thelypteridaceae. Inga underarter finns listade.